# يارون لندن
يارون لندن (بالعبرية: ירון לונדון‏) (و. 1940 – م) هو صحفي، وممثل، وموسيقي، وكاتب غنائي، ومذيع من إسرائيل. ولد في تل أبيب.

## جوائز
حصل على جوائز منها:
- جائزة سوكولوف.

## الجدل
في 26 أغسطس من عام 2019 وصف الإعلامي الإسرائيلي يارون لندن العرب في برنامجه «غيئولا ولندن»، على قناة «كان 11» أن «العرب وحوش بشرية»، وقال أيضا أن «العرب لا يكرهون اليهود فحسب، وإنما يقتلون أنفسهم أولا، فعلى اليمين وعلى اليسار، وفي الأمام وفي الخلف، وفي الشرق وفي الغرب، عرب يذبحون عربا». وأثارت التعليقات التي أدلى بها لندن إلى احتجاجات في شبكات التواصل الاجتماعي. وصرحت هيئة البث العامة الإسرائيلية «كان» أن الحديث عن تصريحات «بائسة لاستفزازي وليس شخصية ثقافية»، وطالبت لندن بالاعتذار. وفي اليوم التالي قام لندن بالاعتذار.

## روابط خارجية
- يارون لندن على موقع IMDb (الإنجليزية)
- يارون لندن على موقع ميوزك برينز (الإنجليزية)
- يارون لندن على موقع قاعدة بيانات الفيلم (الإنجليزية)